# ريان سوين
ريان سوين (بالإنجليزية: Ryan Swain)‏ هو مقدم تلفزيوني بريطاني، ولد في 24 فبراير 1990.